# Tracy Chapman
Tracy Chapman (Cleveland (Ohio), 30 maart 1964) is een Amerikaanse singer-songwriter, bekend van hits als Fast Car, Talkin' 'bout a Revolution en Give Me One Reason.

## Levensloop
Chapman studeerde aan de Tufts University in Medford (MA), waar ze in 1986 een bachelor haalde in de antropologie en Afrikaanse studies. Tijdens haar studentenjaren begon ze met straatoptredens en speelde ze gitaar in koffiehuizen in Cambridge. Nadat ze tekende bij SBK kwam in 1988 haar titelloze debuutalbum uit, en de single Fast Car over een jong kassameisje dat bij voorbaat in sociaal opzicht al verloren was.
Enkele maanden later bracht ze tijdens een verjaardagsfeest van Nelson Mandela in het Wembley-stadion met enkel haar gitaar een akoestische versie van Talkin' 'bout a Revolution ten gehore. Haar titelloze album werd mede hierdoor een bestseller en met veertien weken op nummer één het langst genoteerde debuutalbum op die positie in Nederland. Een jaar later won ze met dit album 4 Grammy Awards.
Met haar volgende albums, Crossroads en Matters of the Heart, oogstte ze veel minder succes. In 1995 bleek New Beginning een nieuw begin voor haar carrière. Met de single Give Me One Reason scoorde ze een grote hit in de Verenigde Staten. In 2000 zong Chapman een duet met Luciano Pavarotti in het kader van "Pavarotti & Friends" voor Cambodja en Tibet. Samen zongen zij "Baby Can I Hold You". Haar achtste en meest recente album is Our Bright Future dat in november 2008 werd uitgebracht. Dat laatste album trok ook in Nederland weer de aandacht, mede dankzij een Europese tournee en de track I Did It All.

## Discografie

### Albums
| Album met eventuele hitnotering(en) in de Nederlandse Album Top 100 | Datum van verschijnen | Datum van binnenkomst | Hoogste positie | Aantal weken | Opmerkingen   |
| ------------------------------------------------------------------- | --------------------- | --------------------- | --------------- | ------------ | ------------- |
| Tracy Chapman                                                       | 1988                  | 04-06-1988            | 1(14 wk)        | 53           |               |
| Crossroads                                                          | 1989                  | 14-10-1989            | 5               | 21           |               |
| Matters of the heart                                                | 1992                  | 09-05-1992            | 22              | 8            |               |
| New beginning                                                       | 1995                  | -                     |                 |              |               |
| Telling stories                                                     | 2000                  | -                     |                 |              |               |
| Collection                                                          | 2001                  | 20-10-2001            | 24              | 18           | Verzamelalbum |
| Let it rain                                                         | 2002                  | 26-10-2002            | 75              | 3            |               |
| Where you live                                                      | 2005                  | 17-09-2005            | 38              | 9            |               |
| Our bright future                                                   | 2008                  | 15-11-2008            | 56              | 6            |               |

| Album met hitnotering(en) in de Vlaamse Ultratop 200 albums | Datum van verschijnen | Datum van binnenkomst | Hoogste positie | Aantal weken | Opmerkingen   |
| ----------------------------------------------------------- | --------------------- | --------------------- | --------------- | ------------ | ------------- |
| Tracy Chapman                                               | 1988                  | 07-03-1998            | 28              | 16           |               |
| Collection                                                  | 2001                  | 29-09-2001            | 14              | 8            | Verzamelalbum |
| Let it rain                                                 | 2002                  | 02-11-2002            | 43              | 1            |               |
| Where you live                                              | 2005                  | 17-09-2005            | 23              | 13           |               |
| Our bright future                                           | 2008                  | 15-11-2008            | 39              | 9            |               |

### Singles
| Single met eventuele hitnotering(en) in de Nederlandse Top 40 | Datum van verschijnen | Datum van binnenkomst | Hoogste positie | Aantal weken | Opmerkingen                       |
| ------------------------------------------------------------- | --------------------- | --------------------- | --------------- | ------------ | --------------------------------- |
| Fast Car                                                      | 1988                  | 04-06-1988            | 1(2wk)          | 13           | Nr.2 Nationale Hitparade Top 100  |
| Talkin' 'bout a Revolution                                    | 1988                  | 03-09-1988            | 21              | 4            | Nr.18 Nationale Hitparade Top 100 |
| Crossroads                                                    | 1989                  | 14-10-1989            | 18              | 5            | Nr.5 Nationale Hitparade Top 100  |

### NPO Radio 2 Top 2000
| Nummers met noteringen in de NPO Radio 2 Top 2000 | '99 | '00 | '01 | '02 | '03 | '04 | '05 | '06 | '07 | '08 | '09 | '10 | '11 | '12 | '13 | '14 | '15 | '16 | '17  | '18  | '19  | '20  | '21  | '22  | '23  | '24  |
| ------------------------------------------------- | --- | --- | --- | --- | --- | --- | --- | --- | --- | --- | --- | --- | --- | --- | --- | --- | --- | --- | ---- | ---- | ---- | ---- | ---- | ---- | ---- | ---- |
| Baby Can I Hold You                               | -   | -   | -   | -   | -   | -   | -   | -   | -   | -   | -   | -   | -   | -   | -   | -   | -   | -   | 1977 | 1244 | 1379 | 1234 | 1146 | 1212 | 1130 | 1061 |
| Fast Car                                          | 393 | 588 | 491 | 500 | 394 | 400 | 483 | 527 | 637 | 502 | 674 | 658 | 389 | 286 | 220 | 292 | 297 | 208 | 238  | 193  | 245  | 214  | 218  | 281  | 178  | 157  |
| Talkin' 'bout a Revolution                        | -   | -   | -   | -   | -   | -   | -   | -   | -   | -   | -   | -   | -   | -   | -   | -   | -   | -   | -    | 1804 | -    | 1529 | 1468 | 1567 | 1461 | 1596 |

1. ↑  Een '-' betekent dat het nummer niet was genoteerd en een vetgedrukt getal geeft de hoogste notering van een nummer aan.